# أسجايا جيجاجل
أسجایا جیجاجل (بالإنجليزية: Asgaya Gigagel)‏ في أساطیر هنود أمريكا الشمالية: اسم إله مخنث أو ثنائي الجنس يجمع بين الرجل الأحمر والمرأة الحمراء (الشعوب الأصلية في الأمريكتين). وكان يعتقد أنه كان في البداية إلها للصاعقة، ثم استغاث به الإنسان لشفاء المرض. ويختلف جنس الإله باختلاف جنس المتضرع.